# نورية بحليب
النورية بحليب (بالعثمانية: سوتلى نوريه) هي حلوى تركية تشبه البقلاوة ، ولكنها تحتوي على الحليب بدلاً من الشراب ما يعطي مظهرًا أبيض للحلوى. تعد الحلوى من اختصاص ديار بكر.

## التاريخ
يقال إن أصول الحلوى تعود إلى المطبخ العثماني . وفقًا لسهيل أُنفر الذي ألف الكتاب الموسس للمطبخ التركي ما بعد العثماني المسمى Tarihte 50 Türk Yemeği (تاريخ 50 طبق تركي)، فإن وصفة لها وجدت في سجل قاض من مدينة إزمير العثمانية من القرن الثامن عشر. تتكون عجينة هذه الحلوى من الآح وعادة ما تحتوي على بعض المكونات الحمضية مثل عصير الليمون أو الخل وتصنع طبقاته النهائية بطرق مختلفة.
أُنشِئ الشكل الحديث للحلوى خلال الانقلاب التركي عام 1980 الذي اشترى خلاله ضابط عسكري البقلاوة ووجد أن السعر مرتفع للغاية. اشتكى الضابط إلى إسماعيل حقي أَكَنسيل، الذي تم عُين عمدة اسطنبول في أعقاب الانقلاب. استجابت أكنسيل بوضع سقف لسعر البقلاوة، والذي أُعلن عنه خلال شهر رمضان. لم يتمكن متجر الحلويات من جعل وصفة البقلاوة التقليدية مربحة بموجب قواعد التسعير الجديدة. لخفض تكلفة صنع البقلاوة استبدل طهاة المعجنات البندق بالفستق وإضافة الحليب لزيادة وزن كل صينية بقلاوة. أصبحت الوصفة الجديدة معروفة باسم نورية بالحليب.